# Ballon d’Or 2001
Der 46. Ballon d’Or (französisch für Goldener Ball) der Zeitschrift France Football zeichnete am 18. Dezember 2001 Michael Owen als „Europas Fußballer des Jahres“ aus. Der Stürmer vom FC Liverpool war nach Stanley Matthews (1956), Bobby Charlton (1966) und Kevin Keegan (1978, 1979) der vierte Engländer, der den Ballon d’Or gewann. Der Preis wurde von einer Jury mit Sportjournalisten aus den 51 Mitgliedsverbänden der UEFA verliehen.

## Ergebnis
| Platz | Spieler              | Nationalität | Verein(e) 2001                | Punkte |
| ----- | -------------------- | ------------ | ----------------------------- | ------ |
| 01    | Michael Owen         | England      | FC Liverpool                  | 176    |
| 02    | Raúl                 | Spanien      | Real Madrid                   | 140    |
| 03    | Oliver Kahn          | Deutschland  | FC Bayern München             | 114    |
| 04    | David Beckham        | England      | Manchester United             | 102    |
| 05    | Francesco Totti      | Italien      | AS Rom                        | 57     |
| 06    | Luís Figo            | Portugal     | Real Madrid                   | 56     |
| 07    | Rivaldo              | Brasilien    | FC Barcelona                  | 20     |
| 08    | Andrij Schewtschenko | Ukraine      | AC Mailand                    | 18     |
| 09    | Thierry Henry        | Frankreich   | FC Arsenal                    | 14     |
| 09    | Zinédine Zidane      | Frankreich   | Juventus Turin / Real Madrid  | 14     |
| 11    | Bixente Lizarazu     | Frankreich   | FC Bayern München             | 10     |
| 12    | David Trezeguet      | Frankreich   | Juventus Turin                | 7      |
| 13    | Stefan Effenberg     | Deutschland  | FC Bayern München             | 6      |
| 14    | Henrik Larsson       | Schweden     | Celtic Glasgow                | 4      |
| 14    | Alessandro Nesta     | Italien      | Lazio Rom                     | 4      |
| 16    | Hernán Crespo        | Argentinien  | Lazio Rom                     | 3      |
| 16    | Juan Sebastián Verón | Argentinien  | Lazio Rom / Manchester United | 3      |
| 18    | Giovane Élber        | Brasilien    | FC Bayern München             | 2      |
| 18    | Sami Hyypiä          | Finnland     | FC Liverpool                  | 2      |
| 18    | Gaizka Mendieta      | Spanien      | Lazio Rom                     | 2      |
| 18    | Emmanuel Olisadebe   | Polen        | Panathinaikos Athen           | 2      |
| 18    | Roberto Carlos       | Brasilien    | Real Madrid                   | 2      |
| 18    | Ebbe Sand            | Dänemark     | FC Schalke 04                 | 2      |
| 18    | Damiano Tommasi      | Italien      | AS Rom                        | 2      |
| 25    | Roberto Baggio       | Italien      | Brescia Calcio                | 1      |
| 25    | Rui Costa            | Portugal     | AC Florenz / AC Mailand       | 1      |
| 25    | Steven Gerrard       | England      | FC Liverpool                  | 1      |

Außerdem nominiert waren: Fabien Barthez, Gabriel Batistuta, Gianluigi Buffon, Cafu, Vincent Candela, Éric Carrière, Alessandro Del Piero, Marcel Desailly, Rio Ferdinand, Ryan Giggs, Jimmy Floyd Hasselbaink, Iván Helguera, Harry Kewell, Patrick Kluivert, Samuel Kuffour, Hidetoshi Nakata, Pavel Nedvěd, Pauleta, Robert Pires, Paul Scholes, Sonny Anderson, Lilian Thuram und Patrick Vieira